# يوسف أباد (مقاطعة فهرج)
يوسف أباد (بالفارسية: یوسف آباد) هي مستوطنة تقع في ناحية نغين كوير في إيران. يقدر عدد سكانها بـ 312 نسمة بحسب إحصاء 2016.